# César Aira
César Aira (/ˈse.saɾ ˈaj.ɾa/), né le 23 février 1949 à Coronel Pringles (province de Buenos Aires), est un écrivain argentin.

## Biographie
Peu connu en France, César Aira est considéré comme un grand nom de la littérature latino-américaine contemporaine, auteur d’une centaine d'ouvrages, généralement de courts ou très courts romans. Il s'agit d'un genre qu'il appelle novela corta ou novela breve ("roman court" ou "roman bref", typiquement de 60 à 180 pages), puis novelita ("petit roman").
Francophile convaincu, Aira découvre très jeune les classiques français et lit Proust et Rimbaud dans le texte dès l’âge de 14 ans. C’est à partir de cette époque qu’il décide de se consacrer à l’écriture tout en menant une carrière de journaliste et de reporter.
À l'aube de la vingtaine, un an après s'être installé à Buenos Aires, il fonde une revue littéraire éphémère avec des camarades: El Cielo (Le Ciel), entre octobre 1968 et décembre 1969. Mélangeant les textes de ses fondateurs et ceux  d'auteurs consacrés (Rimbaud, Holderlin, Lewis Carroll, etc.), la revue montre déjà l'ambition créative d'Aira qui signe des morceaux drôles, étranges, imaginatifs.
Il obtient le Prix Roger-Caillois 2014 et le Prix Formentor en 2021.

## Thèmes
Né à Coronel Pringles en 1949, César Aira s’est installé en 1967 dans le quartier de Flores à Buenos Aires. Ces deux lieux sont très présents dans son écriture.

Il joue régulièrement dans ses textes avec les stéréotypes d’une Asie exotique ("Una novela china", "El pequeño monje budista").

Il écrit aussi parfois des histoires ayant lieu dans le XIXe siècle argentin (par exemple Un épisode dans la vie du peintre voyageur ou Ema, la captive).

Il aime aussi se moquer de lui-même et de la ville de son enfance Coronel Pringles dans des histoires comme "Cómo me hice monja", "Cómo me reí", “El cerebro musical” ou "Las curas milagrosas del doctor Aira".

## Style
Son ambition est d’élaborer une esthétique qui se joue des genres et des codes littéraires, une écriture pour l’écriture, parfois proche de l’improvisation ou de l’écriture automatique des surréalistes et des dada, principalement dans ses premiers écrits.
Il considère davantage son activité d’écrivain comme un art à part entière, et il ne se voit « pas tant comme un auteur que comme un artiste à qui il arrive d’écrire des livres ». Et en tant qu’artiste, il s’attache particulièrement à la notion de procédé / procédure (« procedimiento »), dont l’aboutissement (ses livres) n’est pas pour lui aussi important que le processus créatif lui-même. « Le rôle de l’artiste est de créer des procédures (expérimentations) par lesquelles l’art peut se faire ». La procédure de Aira, telle qu’il l’a exprimé dans certains de ses écrits, est une démarche qu’il qualifie de fuite en avant (« fuga hacia adelante ») ou de continuum (« el continuo »).
Ainsi ses fictions peuvent sauter radicalement d’un genre à un autre, et déploient souvent des stratégies narratives venant de la culture populaire et de la « sous-littérature », tel que la science-fiction et les telenovelas. D'autre part, il refuse souvent délibérément de se conformer aux attentes générales sur la façon dont un roman doit se terminer, laissant nombre de ses histoires avec une fin ouverte ou abrupte.

## Traducteur et essayiste
César Aira a traduit de nombreux livres français ou anglais en espagnol, de genres très divers, pour gagner sa vie.
Aira a également écrit des critiques littéraires, notamment des monographies de Copi, de la poétesse Alejandra Pizarnik, et de l’écrivain britannique du XIXe siècle Edward Lear, adepte du non-sens.
Il a écrit un court livre, Las tres fechas (Les trois dates), sur l’importance, lorsqu’on s’intéresse à certains écrivains excentriques mineurs, de l’examen du moment de leurs vies à propos de laquelle ils ont écrit, de la date de finalisation de leur texte, et de la date de publication de leur texte.
Il a également donné des cours dans des universités argentines à propos de Rimbaud et de Copi (université de Buenos Aires), ainsi que de Mallarmé et du constructivisme (université de Rosario).
César Aira est l'auteur d'un important Diccionario de autores latinoamericanos publié en 2001.

## Adaptations cinématographiques
Son roman La preuve a fait l'objet d'une adaptation pour le cinéma en 2002 sous le titre Tan de repente réalisé par Diego Lerman, déjà auteur d'un court-métrage d'après La Guerre des gymnases.

## Ouvrages traduits en français
- Ema, la captive (1981), Gallimard. Traduit par Gabriel Iaculli (Ema, la cautiva, 1981).
- Canto castrato (1984), Gallimard. Traduit par Gabriel Iaculli (Canto castrato, 1984).
- La Robe rose. Les Brebis (1988), Maurice Nadeau. Traduit de l'espagnol (Argentine) par Sylvie Koller (El vestido rosa. Las ovejas, 1984).
- Nouvelles impressions du Petit-Maroc, Saint-Nazaire : MEET/Arcane 17, 1991. Traduit de l’espagnol (Argentine) par Christophe Josse.
- La Guerre des gymnases (1992), Actes Sud. Traduit par Michel Lafon (La guerra de los gimnasios, 1992).
- Le Manège (2003), André Dimanche Eds. Traduit par Michel Lafon.
- Un épisode dans la vie du peintre voyageur (2000), André Dimanche Eds. (Un episodio en la vida del pintor viajero, 2000).
- Les Larmes (2000), Actes Sud. Traduit par Michel Lafon (El llanto, 1992).
- Le Magicien (2002), Bourgois (El mago, 2002).
- Varamo (2002), Bourgois
- Les Nuits de Flores (2004), Bourgois. Traduit par Michel Lafon (Las noches de Flores, 2004).
- La Princesse Printemps (2005), André Dimanche Eds. Traduit par Michel Lafon (La princesa Primavera, 2003).
- Le Prospectus (2006), Bourgois. Traduit par Michel Lafon (El volante, 1992).
- J’étais une petite fille de sept ans (2008), Bourgois. Traduit par Michel Lafon (Yo era una niña de siete años, 2005).
- La Preuve (2008), Bourgois. Traduit par Michel Lafon (La prueba, 1992).
- Anniversaire (2011), Bourgois. Traduit par Serge Mestre (Cumpleaños, 2001).
- Les Fantômes (2013), Bourgois. Traduit de l'espagnol (Argentine) par Serge Mestre (Los fantasmas, 1990).
- Le Testament du magicien Tenor (2014), Bourgois. Traduit par Marta Martínez Valls (El testamento del mago tenor, 2013).
- Le Congrès de littérature (2016), Bourgois. Traduit par Marta Martínez Valls (El congreso de literatura, 1997).
- Prins (2019), Bourgois. Traduit par Christilla Vasserot (Prins, 2018).
- Le Tilleul (2021), Bourgois. Traduit par Christilla Vasserot (El tilo, 2003).
- Esquisses musicales (2021), Bourgois. Traduit par Christilla Vasserot (Pinceladas musicales, 2019).
- Le président, (2022), Bourgois. Traduit par Christilla Vasserot (El presidente, 2019).
- Alejandra Pizarnik (2024), Ypsilon Éditeur. Traduit par Christilla Vasserot (Alejandra Pizarnik, Ediciones Omega, coll. Vidas Literarias, Barcelone, 2001).